# Siirt
Siirt (Sêrt en kurde, سعرد en arabe) est une ville de Turquie, préfecture (valiliği) de la province (il) du même nom. La population est à majorité kurdes et a de fortes minorités arabes et s'élève à 120 498 habitants en 2008.

## Histoire
Başur Höyük (en), au nord de Siirt, a été un important centre de mines de cuivre dans l'Antiquité. Les pièces d'un antique jeu de plateau datant de 3000 av. J.-C. ont été trouvées dans une nécropole de Başur Höyük en 2012 : au nombre de 49, elles représentent des chiens, des sangliers et diverses pièces figuratives ou géométriques. En 2014, un expert japonais et une entreprise américaine ont obtenu de copier ces pièces sous licence pour créer un jeu tridimensionnel.
Anciennement connue comme Saird en période pré-islamique, Siirt était un diocèse de l'Église de Constantinople (Sirte, Σίρτη en grec byzantin). La Bible syriaque de Paris, un manuscrit enluminé pourrait provenir de la bibliothèque de l'évêque de Siirt, ce qui serait un éventuel indice d'une pratique de la langue syriaque par la communauté chrétienne de Siirt.

De 1858 à 1915, cette ville fut le siège d'un évêque de l'Église catholique chaldéenne. La plupart des Chaldéens de cette ville ainsi que leur archevêque Addaï Scher furent tués dans les massacres de 1915.

## Démographie
| 1945   | 1990   | 2000   | 2007    | 2008    |
| ------ | ------ | ------ | ------- | ------- |
| 15 000 | 68 320 | 98 281 | 117 199 | 120 498 |

## Économie

### Artisanat
La ville accueille un artisanat varié mais est surtout connu pour ses couvertures faites à la main, ses kilims et le savon Bıttım.

### Tourisme
La ville comporte des hôtels récemment bâtis pour abriter les voyageurs, notamment ceux venus pour les activités de thermalisme.

## Culture

### Architecture
- La Grande mosquée (Ulu Camii) : Construite par le sultan seldjoukide Mahmud II en 1129, elle est restaurée en 1965.

## Climat

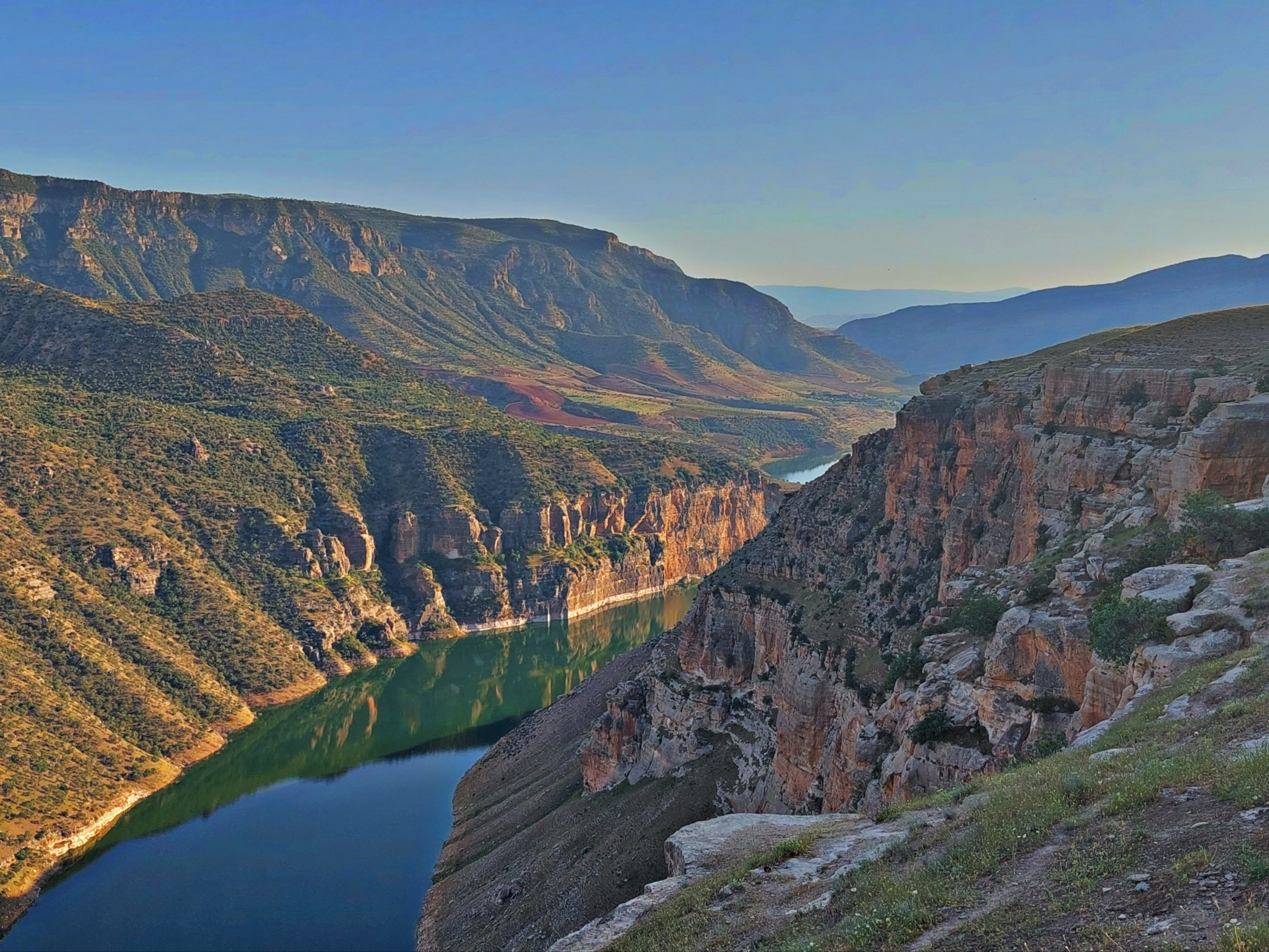
Gorges du Botan, à proximité de Siirt

| Mois                                  | jan.          | fév.         | mars         | avril        | mai          | juin         | jui.         | août         | sep.        | oct.        | nov.         | déc.          | année           |
| ------------------------------------- | ------------- | ------------ | ------------ | ------------ | ------------ | ------------ | ------------ | ------------ | ----------- | ----------- | ------------ | ------------- | --------------- |
| Température minimale moyenne (°C)     | 0,4           | 1,2          | 5,1          | 9,7          | 14,3         | 20,1         | 24,1         | 24,1         | 19,4        | 13,7        | 6,8          | 2,3           | 11,8            |
| Température moyenne (°C)              | 3,3           | 4,7          | 9,2          | 14,3         | 19,8         | 26,5         | 30,9         | 30,9         | 25,8        | 18,9        | 10,6         | 5,1           | 16,7            |
| Température maximale moyenne (°C)     | 7,3           | 9,3          | 14,2         | 19,7         | 25,7         | 32,8         | 37,5         | 37,6         | 32,6        | 25,2        | 15,7         | 9,1           | 22,2            |
| Record de froid (°C) date du record   | −19,3 16/1950 | −16,5 5/1950 | −13,3 1/1985 | −4,1 1/1956  | 2 1/1984     | 8,2 2/1943   | 13,1 11/1958 | 14,4 30/1983 | 8,5 29/2009 | 0,3 14/1948 | −6,6 27/1953 | −14,6 12/1956 | −19,3 16/1/1950 |
| Record de chaleur (°C) date du record | 19,7 7/2014   | 20,6 25/2014 | 28,5 24/2008 | 32,9 23/2008 | 36,2 26/1945 | 40,2 14/2010 | 44,4 30/2000 | 46 6/1973    | 40 1/2020   | 36,6 1/2004 | 25,8 8/1949  | 24,3 5/2010   | 46 6/8/1973     |
| Ensoleillement (h)                    | 108,5         | 121,5        | 164,3        | 192          | 263,5        | 333          | 356,5        | 331,7        | 285         | 217         | 156          | 105,4         | 2 634,4         |
| Précipitations (mm)                   | 81            | 98,6         | 115,2        | 102,2        | 63,9         | 9,7          | 3,8          | 2,2          | 7,9         | 49,1        | 76,8         | 90,3          | 700,7           |
| Nombre de jours avec précipitations   | 12,73         | 12,53        | 14,83        | 14,07        | 11,33        | 4,13         | 1,53         | 1            | 2,47        | 8,77        | 9,07         | 11,9          | 104,4           |

| Diagramme climatique                                  |            |              |              |              |             |             |             |             |              |             |            |
| J                                                     | F          | M            | A            | M            | J           | J           | A           | S           | O            | N           | D          |
| 7,30,481                                              | 9,31,298,6 | 14,25,1115,2 | 19,79,7102,2 | 25,714,363,9 | 32,820,19,7 | 37,524,13,8 | 37,624,12,2 | 32,619,47,9 | 25,213,749,1 | 15,76,876,8 | 9,12,390,3 |
| Moyennes : • Temp. maxi et mini °C • Précipitation mm |            |              |              |              |             |             |             |             |              |             |            |